# Holstenniendorf
Holstenniendorf er en by og kommune i det nordlige Tyskland, beliggende i Amt Schenefeld i den nordvestlige del af Kreis Steinburg. Kreis Steinburg ligger i den sydvestlige del af delstaten Slesvig-Holsten.

## Geografi
Holstenniendorf ligger omkring 15 km nordvest for Itzehoe. Kielerkanalen går gennem kommunen, og i Hohenhörn er der en bilfærge over kanalen. Besdorfer Bach, der løber ud i Holstenau løber gennem kommunen.